# Live in Egg-man
「Live in Egg-man」（ライヴ・イン・エッグマン）は、堀江美都子の6枚目オリジナル・アルバムである。1985年2月21日に日本コロムビアより発売されている。
堀江美都子の初ライブ盤。1984年12月18日に開催した渋谷ライヴハウス・エッグマンにて録音アルバム。オリジナル曲とアニメソング中心の構成になっている。スタジオ盤未収録曲もある。

## 収録曲
1. 愛さずにはいられない
作詞：あさみあきお、作曲：丸山恵市
2. 嵐の小舟
作詞：山上路夫、作曲：木村昇
3. 少しセンチメンタル
作詞：神田広美、作曲：穂口雄右
4. レイニー・レディー
作詞：堀江美都子、作曲：関谷雅子
5. ウィークエンド・ナイト
作詞：徳永章、作曲：景家正雄
6. キャンディ・キャンディ
作詞：名木田恵子、作曲：渡辺岳夫
7. 窓辺のソリチュード
作詞：堀江美都子、作曲：佐々木多幸詩
8. KOWARETA HEART
作詞：堀江美都子、作曲：佐々木多幸詩
9. No More Goodbye
作詞：宮下康仁、作曲：吉田美智子
10. Happy Endless
作詞：あさみあきお、作曲：佐々木多幸詩
11. 茅ヶ崎メモリー
作詞：宮下康仁、作曲：新田一郎